# 陳阿林
陳阿林（英語：Chen Alin），生卒年不詳，福建省同安县出身，是清朝末年小刀会之亂的其中一位指揮者。

## 生平
1853年，小刀會的支持者於上海發起小刀會之亂時，陳阿林是該會的統理政教招討副元帥。1855年1月，清軍撃破上海，陳阿林落敗撤退。潛藏一段時間後，逃往南洋經商。